# 阿部博一
阿部 博一（あべ ひろかず、1985年10月30日 - ）は、東京都足立区出身の元プロサッカー選手。
ポジションは、FW。

## 来歴
小学2年生でサッカーを始め、中学では陸上部にも所属し、2年時には都大会の1500メートルで4位入賞。
東京工業大学工学部附属工業高から道都大経営学部に進学。3年時に北海道・東北選抜メンバー入りしている。
2008年九州サッカーリーグのV・ファーレン長崎に加入。アマチュア契約での入団だったため、得意の英語（ TOEIC910点、TOEFL577点、英検1級（1次合格））を活かし、家庭教師をしながらプレーしていた。
2010年にはプロ契約に切り替わったが、同年オフに戦力外通告の後、現役引退。引退後はカリフォルニア大学サンディエゴ校の大学院に進学し、国際関係学修士号を取得。帰国後は三菱総合研究所へ入社、スポーツ及び教育分野の調査案件に従事している。
日商簿記2級も取得している。

## 所属クラブ
- 2001年 - 2003年 東京工業大学工学部附属工業高校
- 2004年 - 2007年 道都大学
- 2008年 - 2010年 V・ファーレン長崎

## 個人成績
| 国内大会個人成績 | 国内大会個人成績 | 国内大会個人成績 | 国内大会個人成績 | 国内大会個人成績 | 国内大会個人成績 | 国内大会個人成績 | 国内大会個人成績 | 国内大会個人成績 | 国内大会個人成績 | 国内大会個人成績 | 国内大会個人成績 |
| 年度             | クラブ           | 背番号           | リーグ           | リーグ戦         | リーグ戦         | リーグ杯         | リーグ杯         | オープン杯       | オープン杯       | 期間通算         | 期間通算         |
| 年度             | クラブ           | 背番号           | リーグ           | 出場             | 得点             | 出場             | 得点             | 出場             | 得点             | 出場             | 得点             |
| 日本             | 日本             | 日本             | 日本             | リーグ戦         | リーグ戦         | リーグ杯         | リーグ杯         | 天皇杯           | 天皇杯           | 期間通算         | 期間通算         |
| ---------------- | ---------------- | ---------------- | ---------------- | ---------------- | ---------------- | ---------------- | ---------------- | ---------------- | ---------------- | ---------------- | ---------------- |
| 2008             | 長崎             | 25               | 九州             | 9                | 1                | -                | -                | 0                | 0                | 9                | 1                |
| 2009             | 長崎             | 25               | JFL              | 13               | 0                | -                | -                | 0                | 0                | 13               | 0                |
| 2010             | 長崎             | 25               | JFL              | 18               | 2                | -                | -                | 2                | 1                | 20               | 3                |
| 通算             | 日本             | 日本             | 九州             | 9                | 1                | -                | -                | 0                | 0                | 9                | 1                |
| 通算             | 日本             | 日本             | JFL              | 31               | 2                | -                | -                | 2                | 1                | 33               | 3                |
| 総通算           | 総通算           | 総通算           | 総通算           | 40               | 3                | -                | -                | 2                | 1                | 42               | 4                |